# Juan de Castellanos

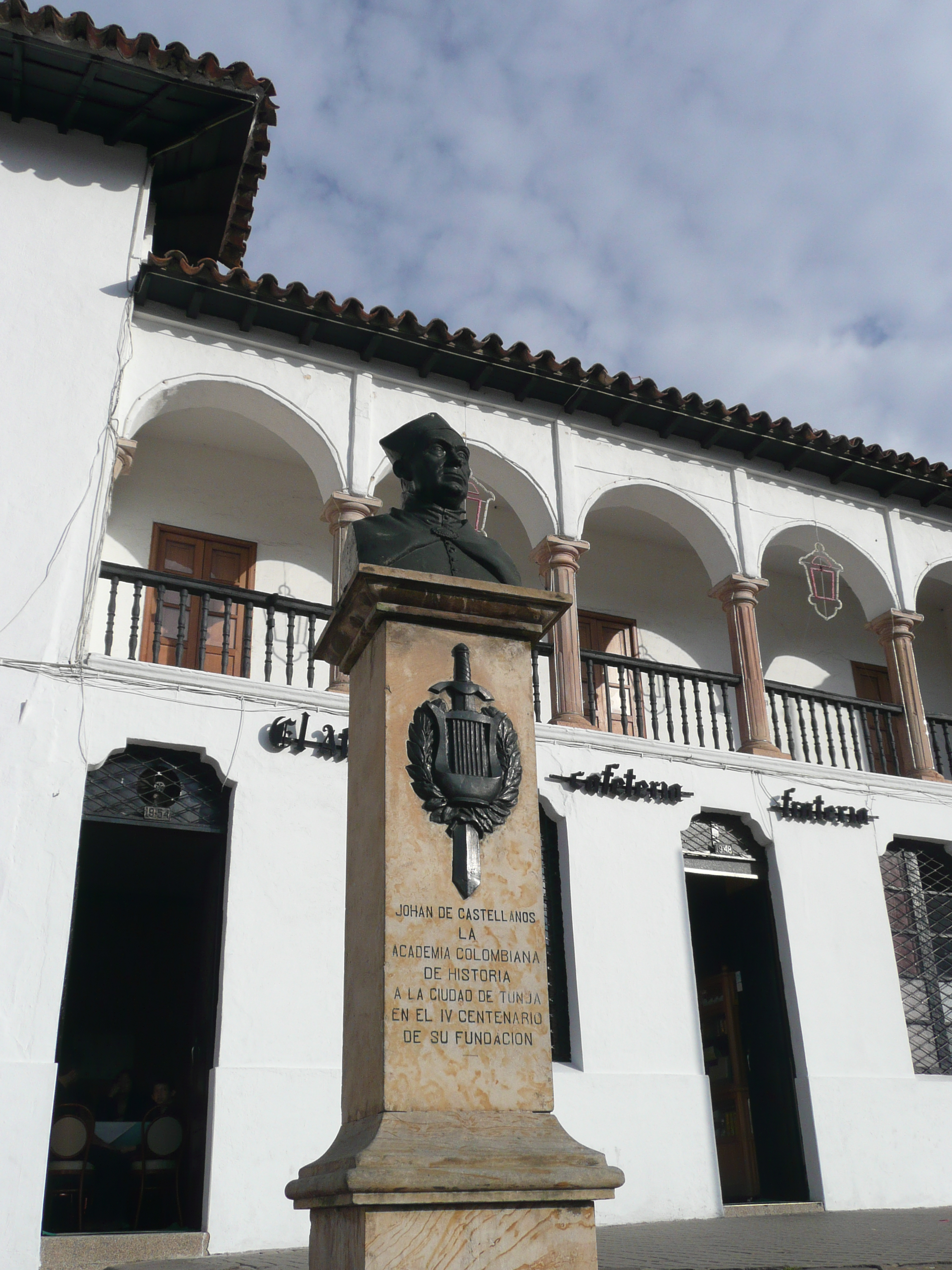
Buste de Don Juan de Castellanos sur la place Bolívar à Tunja

Juan de Castellanos, né à Alanís (Séville) le 9 mars 1522 et mort à Tunja (Colombie) le 27 novembre 1607, est un poète, chroniqueur et prêtre espagnol.

## Biographie
De Castellanos a suivi des études primaires à Séville. Très jeune (vers dix-sept ans, et peut-être sans autorisation familiale), il s'enrôla comme soldat en Amérique en compagnie de Baltasar de León, natif du même pays et fils du grand soldat, Juan de León ; mais à San Juan de Puerto Rico, il commença par assister l'évêque de l'île, puis, à la mort de ce dernier, partit à Saint-Domingue, Aruba, Bonaire et Curaçao, se consacrant à la capture d'indigènes pour le commerce des esclaves. En 1541, il arriva dans l'île de Cubagua, ou île des Perles, où « avec l'aide des indigènes » il se lança dans l'activité perlière. Il partit, dans le même but à Isla Margarita et à Trinidad. En 1544, il débarqua pour la première fois en Colombie, concrètement à Cabo de Vela, où il poursuivit le commerce des perles et eut une fille, Gerónima. Ensuite, il passa par Santa Marta, Salinas de Tapé et arriva finalement à Carthagène des Indes en 1545. Il fit quelques incursions dans l'intérieur des terres, parfois avec des ambitions minières, comme à Gualacha et Maconchita. En 1550, il entama des démarches pour devenir prêtre, et fut ordonné à Carthagène en 1559. Entre-temps (1552), il s'embarqua avec l'illustre capitaine Pedro de Ursúa, mais il l'abandonna quand ce dernier voulut passer au Pérou, ce qui lui évita probablement d'être assassiné par le fameux Lope de Aguirre à l'embouchure du río Marañón.
A Carthagène il exerça comme curé et chapelain jusqu'en 1558 et ensuite à Riohacha jusqu'en 1561 comme curé et vicaire. En 1562, il fut nommé vicaire de la cathédrale de Tunja et en 1569 il fut confirmé dans cette charge par décision royale  de Philippe II. Il est mort dans cette fonction à un âge très avancé, le 27 novembre 1607. Toutefois, l'érudit colombien, Raimundo Rivas, estime qu'on a confondu dans cette biographie conventionnelle les données biographiques de deux personnes homonymes  : le bénéficiaire de Tunja fut peut-être un personnage distinct et ne devrait pas figurer parmi les conquistadors.
Comme militaire, il intervint avec Jiménez de Quesada dans la conquête du Nouveau royaume de Grenade.

## Œuvres
Plus qu'un poète, on devrait considérer Castellanos comme un historien, car en tant que tel il est toujours véridique, et son jugement assez juste. Cependant son œuvre ne manque pas de valeur poétique et littéraire. Il condamne les fonctionnaires vénaux, la démoralisation des soldats et l'injuste distribution des conquêtes ; ses idées sur la conduite des conquistadors à l'égard des Amérindiens sont sensées. Il donne de nombreuses informations archéologiques, d'histoire naturelle et sur les coutumes des aborigènes, toujours d'un grand intérêt.
La meilleure édition, et la plus complète, des Elegías de Varones Ilustres de Indias de Juan de Castellanos est disponible virtuellement, sur Internet, dans le cadre d'un projet culturel sans but lucratif, El libro total.